# Fabian Rabensteiner
Fabian Rabensteiner (6 de agosto de 1990) es un deportista italiano que compite en ciclismo de montaña en la disciplina de campo a través. Ganó cuatro medallas en el Campeonato Europeo de Ciclismo de Montaña en Maratón entre los años 2018 y 2024.

## Medallero internacional
| Campeonato Europeo | Campeonato Europeo                      | Campeonato Europeo | Campeonato Europeo |
| Año                | Lugar                                   | Medalla            | Competición        |
| ------------------ | --------------------------------------- | ------------------ | ------------------ |
| 2018               | Spilimbergo (Italia)                    | Medalla de bronce  | Campo a través     |
| 2022               | Jablonné v Podještědí (República Checa) | Medalla de oro     | Campo a través     |
| 2023               | Laissac (Francia)                       | Medalla de plata   | Campo a través     |
| 2024               | Viborg (Dinamarca)                      | Medalla de bronce  | Campo a través     |